# Arsène Festraets
Arsène Festraets, né le 19 avril 1921 à Voroux en Belgique, est un footballeur international aspirant belge.
Il joue comme défenseur après-guerre, au RFC Liège et dispute 200 matches officiels dans ce club, dont 88 en Division 1. Il est alors l'équipier des internationaux Louis Carré et Léopold Anoul.
Il compte une sélection en équipe nationale face au Luxembourg en 1945 mais il n'est pas monté au jeu. Il dispute néanmoins une rencontre avec les aspirants la même année.

## Statistiques

### En club
| Saison                | Club                  | Championnat             | Championnat | Championnat | Coupe(s) nationale(s) | Coupe(s) nationale(s) | Total | Total |
| Saison                | Club                  | Division                | M.          | B.          | M.                    | B.                    | M.    | B.    |
| 1941-1942             | RFC Liège             | Promotion D (D3)        | -           | -           | -                     | -                     | 0     | 0     |
| 1942-1943             | RFC Liège             | Promotion A (D3)        | -           | -           | -                     | -                     | 0     | 0     |
| 1943-1944             | RFC Liège             | Division 1B (D2)        | -           | -           | -                     | -                     | 0     | 0     |
| 1944-1945             | RFC Liège             | Compétition annulée     | -           | -           | -                     | -                     | 0     | 0     |
| 1945-1946             | RFC Liège             | Division d'Honneur (D1) | -           | -           | -                     | -                     | 0     | 0     |
| 1946-1947             | RFC Liège             | Division d'Honneur (D1) | -           | -           | -                     | -                     | 0     | 0     |
| 1947-1948             | RFC Liège             | Division d'Honneur (D1) | -           | -           | -                     | -                     | 0     | 0     |
| 1948-1949             | RFC Liège             | Division d'Honneur (D1) | -           | -           | -                     | -                     | 0     | 0     |
| Total sur la carrière | Total sur la carrière | Total sur la carrière   | 200         | 0           | -                     | -                     | 200   | 0     |

### En sélections nationales
| Saison                | Sélection             | Phases finales        | Phases finales | Phases finales | Éliminatoires CDM | Éliminatoires CDM | Matchs amicaux | Matchs amicaux | Total | Total |
| Saison                | Sélection             | Compétition           | M              | B              | M                 | B                 | M              | B              | M     | B     |
| --------------------- | --------------------- | --------------------- | -------------- | -------------- | ----------------- | ----------------- | -------------- | -------------- | ----- | ----- |
| 1944-1945             | Belgique aspirants    | -                     | -              | -              | -                 | -                 | 1              | 0              | 1     | 0     |
| Total sur la carrière | Total sur la carrière | Total sur la carrière | -              | -              | -                 | -                 | 1              | 0              | 1     | 0     |

### Matchs internationaux
| Matchs aspirants d'Arsène Festraets | Matchs aspirants d'Arsène Festraets | Matchs aspirants d'Arsène Festraets     | Matchs aspirants d'Arsène Festraets | Matchs aspirants d'Arsène Festraets | Matchs aspirants d'Arsène Festraets | Matchs aspirants d'Arsène Festraets | Matchs aspirants d'Arsène Festraets |
| #                                   | Date                                | Lieu                                    | Adversaire                          | Résultat                            | Compétition                         | Club                                | Notes                               |
| ----------------------------------- | ----------------------------------- | --------------------------------------- | ----------------------------------- | ----------------------------------- | ----------------------------------- | ----------------------------------- | ----------------------------------- |
| 1                                   | 21 avril 1945                       | Stade Maurice-Dufrasne, Liège, Belgique | Angleterre                          | N 1 - 1                             | Match amical                        | RFC Liège                           | Titulaire.                          |

## Palmarès

### En club
|  |  | RFC Liège - Championnat de Belgique de deuxième division (1) : - Champion : 1944 - Championnat de Belgique de troisième division (1) : - Champion : 1943 |